# Cerkiew Wniebowstąpienia Pańskiego w Osadnem
Cerkiew Wniebowstąpienia Pańskiego (wcześniejsze wezwanie: św. Michała Archanioła) – zabytkowa prawosławna cerkiew parafialna w Osadnem. Należy do archidekanatu dla powiatów: Humenné i Snina, w eparchii preszowskiej Kościoła Prawosławnego Czech i Słowacji.
Potrzeba budowy cerkwi prawosławnej w Telepovcach (dzisiejsze Osadné) wynikła z konwersji na prawosławie większości greckokatolickich mieszkańców wsi, spowodowanej narastającym w latach 20. XX w. konfliktem z miejscowym proboszczem, żądającym wygórowanych opłat za posługi religijne. Ponieważ władze czechosłowackie sprzeciwiały się budowie cerkwi prawosławnej, mieszkańcy wsi (z inicjatywy duchownego prawosławnego, proboszcza powstałej parafii) postanowili zacząć od wzniesienia pomnika upamiętniającego żołnierzy, którzy zginęli w rejonie Telepovców w czasie I wojny światowej. W tym celu zbierano w okolicznych lasach kości poległych żołnierzy, które następnie oczyszczano i gromadzono w urządzonej krypcie. Władze zgodziły się na wzniesienie nad kryptą mauzoleum, które zostało tak zaprojektowane, żeby mogło pełnić funkcję świątyni parafialnej. Autorem projektu był archimandryta Andrzej (Kolomacký), późniejszy budowniczy soboru św. Aleksandra Newskiego w Preszowie i cerkwi Świętego Ducha w Medzilaborcach.
Murowana budowla w stylu staroruskim została wzniesiona w latach 1929–1930; prace wykończeniowe trwały do 1933. Krypta gromadząca szczątki żołnierzy znalazła się pod cerkiewnym prezbiterium. Część obecnego wyposażenia świątyni (m.in. panikadiło, niektóre utensylia i co najmniej jedna ikona) pochodzi z rozebranej w latach 50. cerkwi w Balnicy. W latach 80. odrestaurowano elewację świątyni oraz wymieniono ławki.

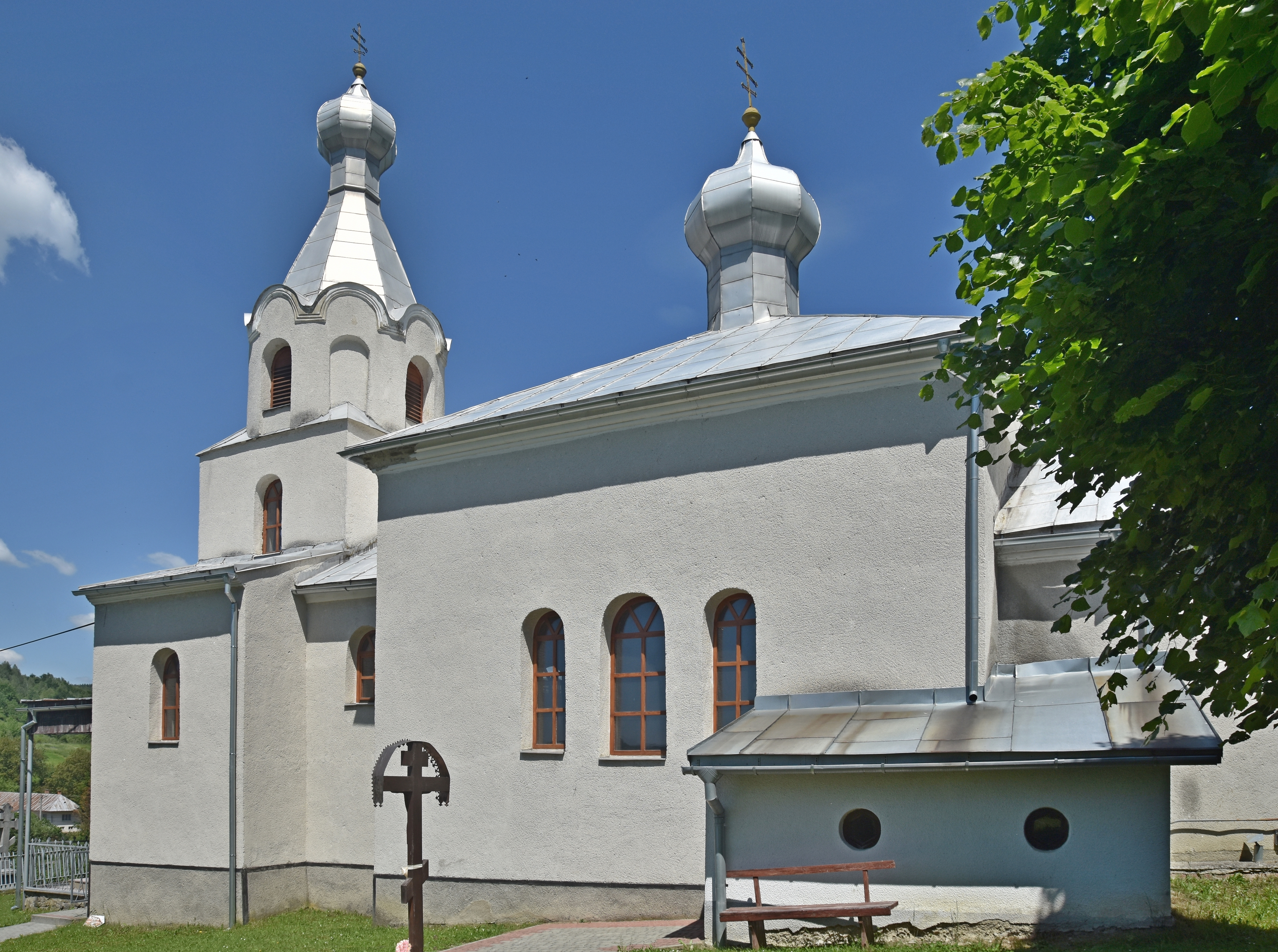
Elewacja południowa z kryptą
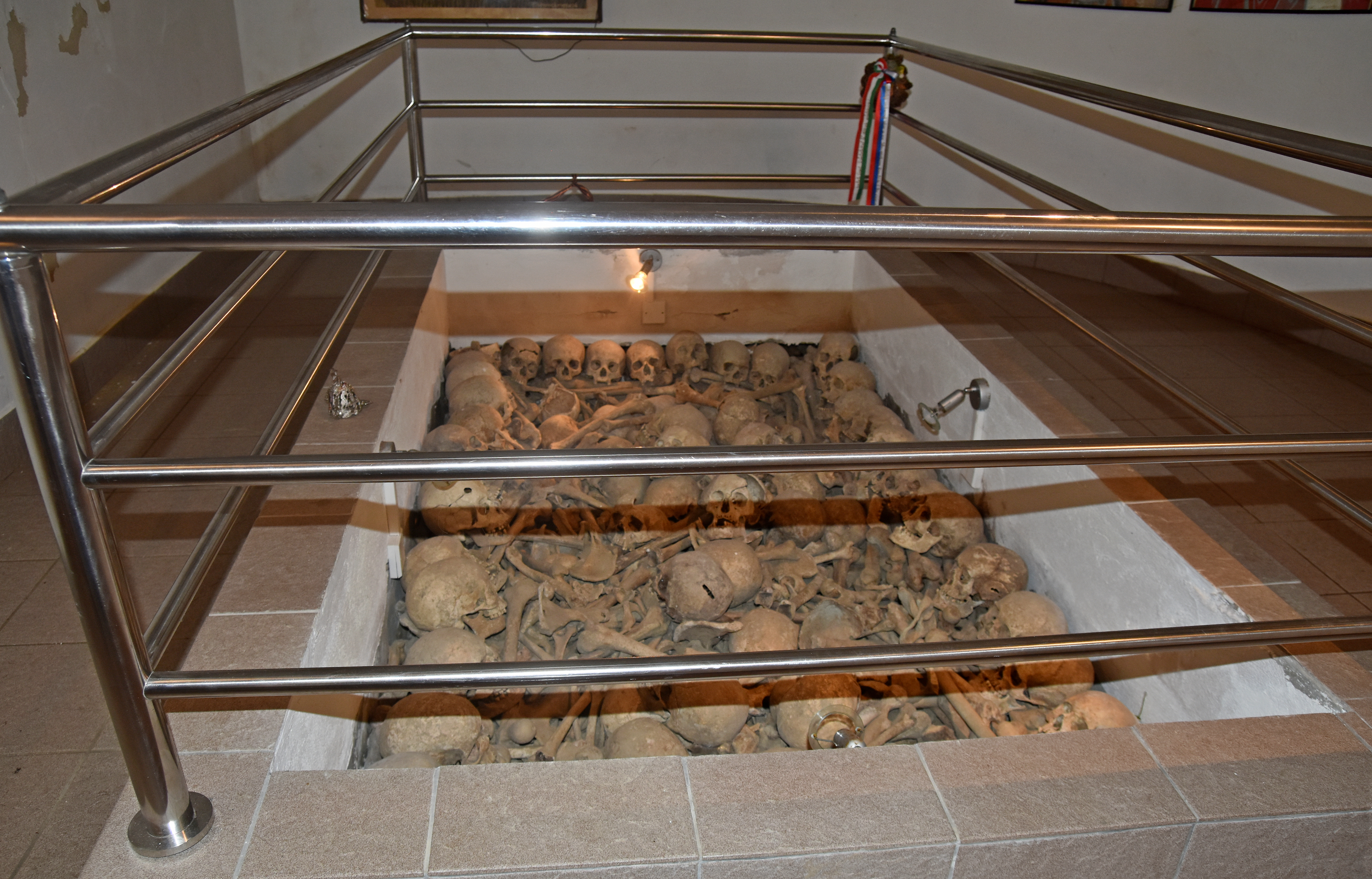
Ossuarium w krypcie cerkwi
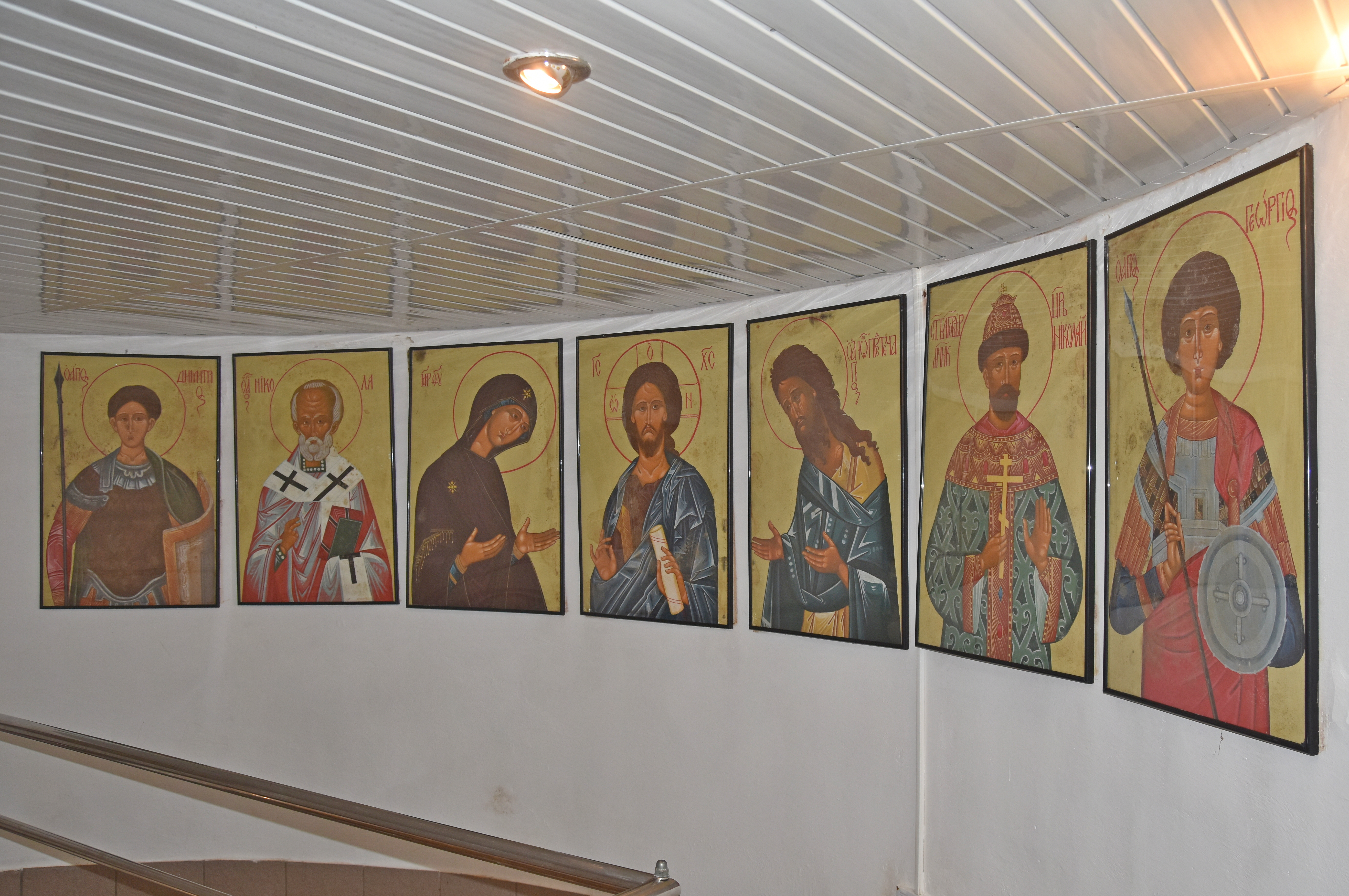
Wnętrze krypty

## Ossuarium
W 2002 rozpoczęto gruntowny remont krypty, będącej ze względu na postępującą wilgoć w bardzo złym stanie technicznym. Prace wspierała finansowo ambasada rosyjska w Bratysławie, która też ufundowała krzyż, ustawiony przed kryptą i poświęcony przez metropolitę ziem czeskich i Słowacji Mikołaja w 2004, na zakończenie remontu.
W trakcie prac restauratorskich wykonano w krypcie nowoczesne ossuarium. Ma ono wymiary 7 × 4,5 m (z czego część widoczna — 4 × 1,5 m) i 7 m głębokości. Gromadzi szczątki około 1600 żołnierzy rosyjskich i austro-węgierskich, poległych w latach 1914–1915 (w tym blisko 600 ekshumowanych w latach 1933–1934 z cmentarzy w Osadnem, Niżnej Jabłonce, Wyżnej Jabłonce i Wielkiej Polanie). Poświęcenia ossuarium dokonano w 2005. Miejsce to jest licznie odwiedzane przez turystów ze Słowacji i z zagranicy.